# Touroulia
Touroulia là một chi thực vật có hoa trong họ Ochnaceae.

## Loài
Chi Touroulia gồm các loài: